# Art (publicació 1933-1936)

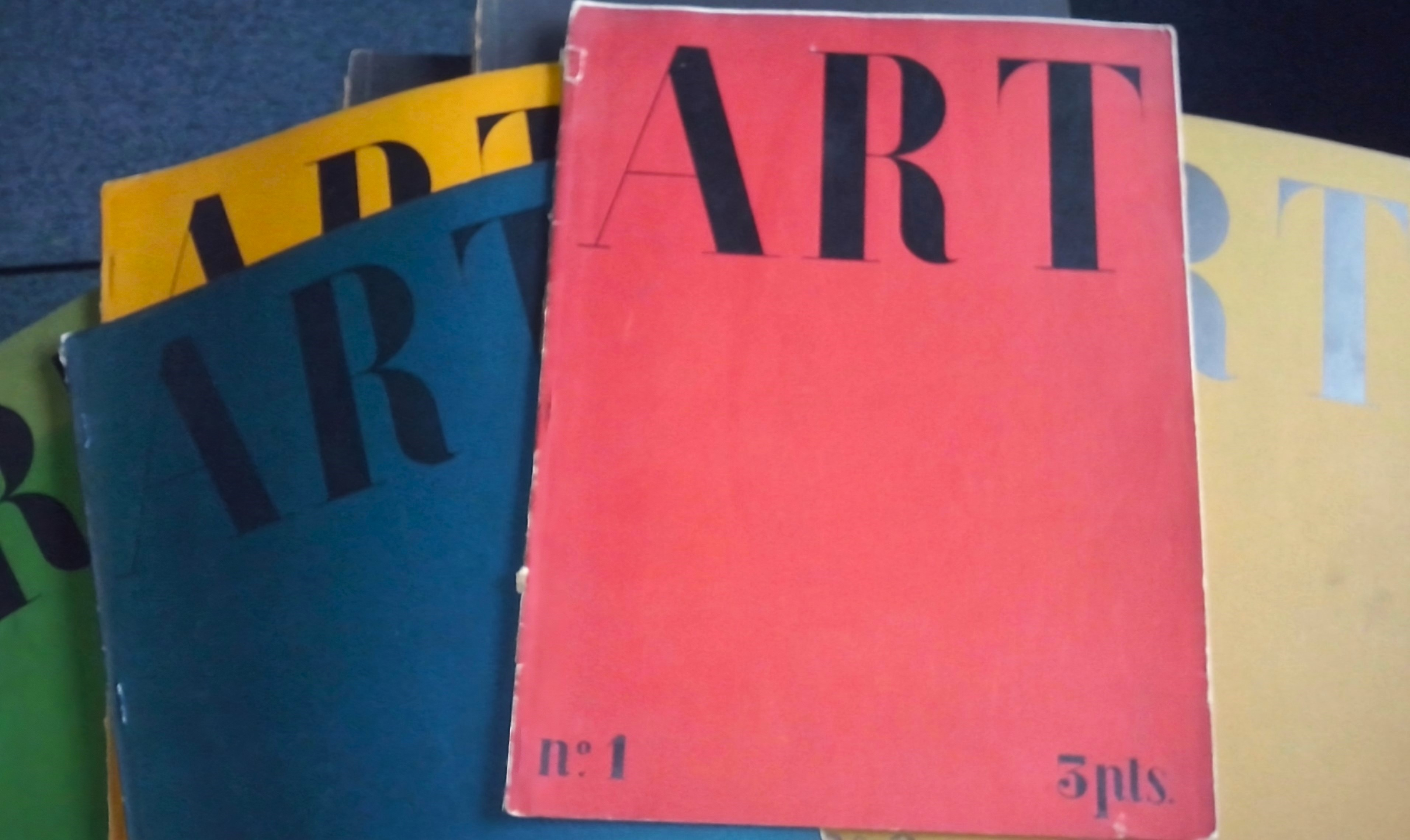
Cobertes d'alguns exemplars de la revista ART, publicada a Barcelona entre 1933 i 1936

ART va ser una publicació periòdica sobre arts visuals, arquitectura i arts decoratives editada per la Junta Municipal d'Exposicions d'Art de Barcelona entre 1933 i 1936.
La capçalera va tenir dues èpoques. La primera, de 1933 a 1935, va ser dirigida per Joan Merli i Pahissa i va publicar 20 números, recollits posteriorment en dos volums: d'octubre de 1933 a juliol de 1934 i d'octubre de 1934 a juliol de 1935. La segona època, dirigida per Josep Maria Junoy, va comptar amb un únic número el juliol de 1936 i es va interrompre a causa de l'esclat de la Guerra Civil espanyola.
Amb un disseny modern i innovador, i amb abundants fotografies i il·lustracions, la publicació tractava sobre diversos aspectes de la història de l'art, especialment sobre les darreres tendències de l'art contemporani, amb una atenció preferent cap a l'art català, amb articles sobre Picasso, Aristides Maillol, Joaquim Sunyer, Manolo Hugué, Enric Casanovas, Josep de Togores, Joaquim Mir, Eliseu Meifrèn, Elvira Homs, Apel·les Fenosa, Marià Pidelasserra, Josep Clarà, Pau Gargallo, l'Exposició de Primavera o el recentment creat Museu d'Art de Catalunya (actual MNAC), entre d'altres. També tenia un espai per a l'actualitat vinculada al món de l'art i a les exposicions en curs.
A les pàgines d'ART hi van col·laborar diversos artistes i crítics d'art, com Rafael Benet, Joan Cortès, Josep Llorens i Artigas, Feliu Elias, Joaquim Torres García, Sebastià Gasch, Joan Teixidor, Carles Riba, Rafael Tasis, Alexandre Plana o Josep Gudiol, així com membres del GATCPAC, entre d’altres. La revista estava impresa als tallers de Seix i Barral Germans.